# Mannar
Mannar (en tamoul : மன்னார்; en singhalais : මන්නාරම), est une ville du Sri Lanka, chef-lieu du district de Mannar dans la province du Nord. Sise au bord de la mer (golfe de Mannar) la ville eut une importance stratégique durant l’ère coloniale portugaise et est aujourd’hui un centre notable de la pêche aux perles. 
La ville de Mannar a donné son nom au golfe de Mannar et à l’île de Mannar à laquelle elle est reliée par une chaussée. Stratégiquement importante car ville la plus rapprochée de la côte des pêcheurs en Inde, elle compte quelque 35 000 habitants. La majorité des habitants sont tamouls. 

## Histoire
Dès l’Antiquité (IIe siècle) Mannar, avec son île, est connue comme un centre de pêche aux perles. 
La présence des Portugais est signalée depuis la première moitié du XVIe siècle. Saint François Xavier aurait visité l’île de Mannar en 1544. Reconnaissant en Mannar un emplacement stratégique les Portugais y construisent un fort en 1560, qui sera pris par les Néerlandais un siècle plus tard (1658), et reconstruit.

## Patrimoine
- Le fort de Mannar, dont remparts et bastions sont préservés.
- Le sanctuaire Notre-Dame de Madhu (Madhu Church), construit par des catholiques opprimés par le pouvoir colonial néerlandais (XVIIe siècle) est devenu un centre de pèlerinage marial visité par Tamouls et Cinghalais, autant bouddhistes, hindous que chrétiens. Ce qui en fait indirectement un centre de réconciliation nationale.
- Le temple de Ketheeswaram, reconstruit en 1903, a son origine dans la très haute antiquité, sans doute deux fois millénaire.